# Alexander Selent
Alexander Selent (* 16. Oktober 1952 in Weischütz) ist ein deutscher Manager. Er war von 1999 an Finanzvorstand sowie von 2004 bis Ende 2015 stellvertretender Vorstandsvorsitzender der Fuchs Petrolub AG.

## Leben
Selent studierte von 1974 bis 1979 Betriebswirtschaftslehre an der Universität Mannheim und schloss sein Studium als Diplom-Kaufmann ab. Er ist seit 1980 verheiratet und Vater zweier Söhne.
Von 1979 bis 1982 war er als wissenschaftlicher Mitarbeiter am Institut für empirische Wirtschaftsforschung der Universität Mannheim tätig. 1982 wurde er in Mannheim zum Dr. rer. pol. promoviert. Nach Beendigung seiner universitären Ausbildung war er von 1982 bis 1988 Mitarbeiter in der Steuerabteilung der Schitag Schwäbische Treuhand-Aktiengesellschaft, der heutigen Ernst & Young in Stuttgart. 1985 absolvierte er sein Steuerberaterexamen, 1989 wurde er zum Wirtschaftsprüfer bestellt. In den Jahren 1985 und 1986 war er für die Arthur Young & Company, Accountants and Tax Consultants in New York tätig. Im Jahre 1988 übernahm er die Leitung der Bereiche Bilanzen, Steuern und Zölle der Asea Brown Boveri AG, Mannheim. 1996 wurde er zum Generalbevollmächtigten bestellt und wurde Leiter des Ressorts Finanzen und Controlling. Im Jahre 1999 trat er in die Fuchs Petrolub AG ein und wurde zum Finanzvorstand bestellt. Am 1. Januar 2004 übernahm er dann zusätzlich den stellvertretenden Vorsitz des Vorstands. Neben seiner Haupttätigkeit war Selent von 1979 bis 1980 nebenberuflicher Dozent an der Berufsakademie Mannheim und von 1992 bis 1995 Lehrbeauftragter für internationales Unternehmenssteuerrecht an der Universität Mannheim.